# Larifuga mantoni
Larifuga mantoni is een hooiwagen uit de familie Triaenonychidae.
De wetenschappelijke naam van de soort werd in 1934 voor het eerst geldig gepubliceerd door Reginald Frederick Lawrence,. De originele naamcombinatie (protoniem) was Larifuga mantoni Lawrence 1934, die, volgens sommige latere auteurs, het epitheton daarbij onjuist spelde als "mantoni". De soortnaam is bijgewerkt naar de latere formatie Larifuga mantonae Lawrence 1934 overgenomen in verschillende publicaties, bijv. Staręga 1989, o in sommige online bronnen. Omdat het geslacht echter een mannelijk zelfstandig naamwoord is, werd het achtervoegsel van de soortnaam vervolgens gewijzigd om overeen te komen met het mannelijke geslacht, per Kury & Mendes 2020. Na 2023 de geldige combinatie is Larifuga mantoni Lawrence 1934. 
Het type werd in mei 1933 verzameld in Hogsback, Amatola Mountains, in de Oostelijke Kaapprovincie, door Sidnie Manton, naar wie de soort is vernoemd.

## Beschrijving
Lichaam en poten bij zowel mannetje als vrouwtje zwart-bruin; de pedipalpen en cheliceren iets lichter. Lengte van het lichaam bij het mannetje 6 mm, breedte 4 mm; vrouwtje iets korter en breder.